# Richard Zanders

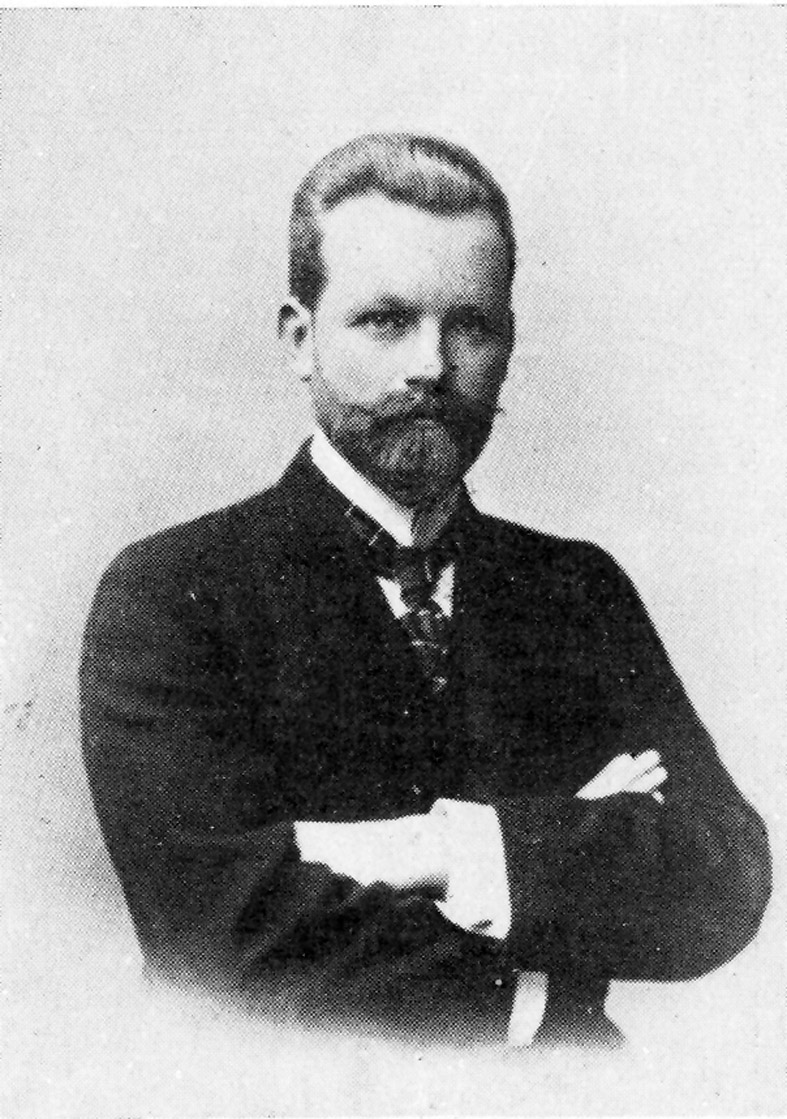
Richard Zanders

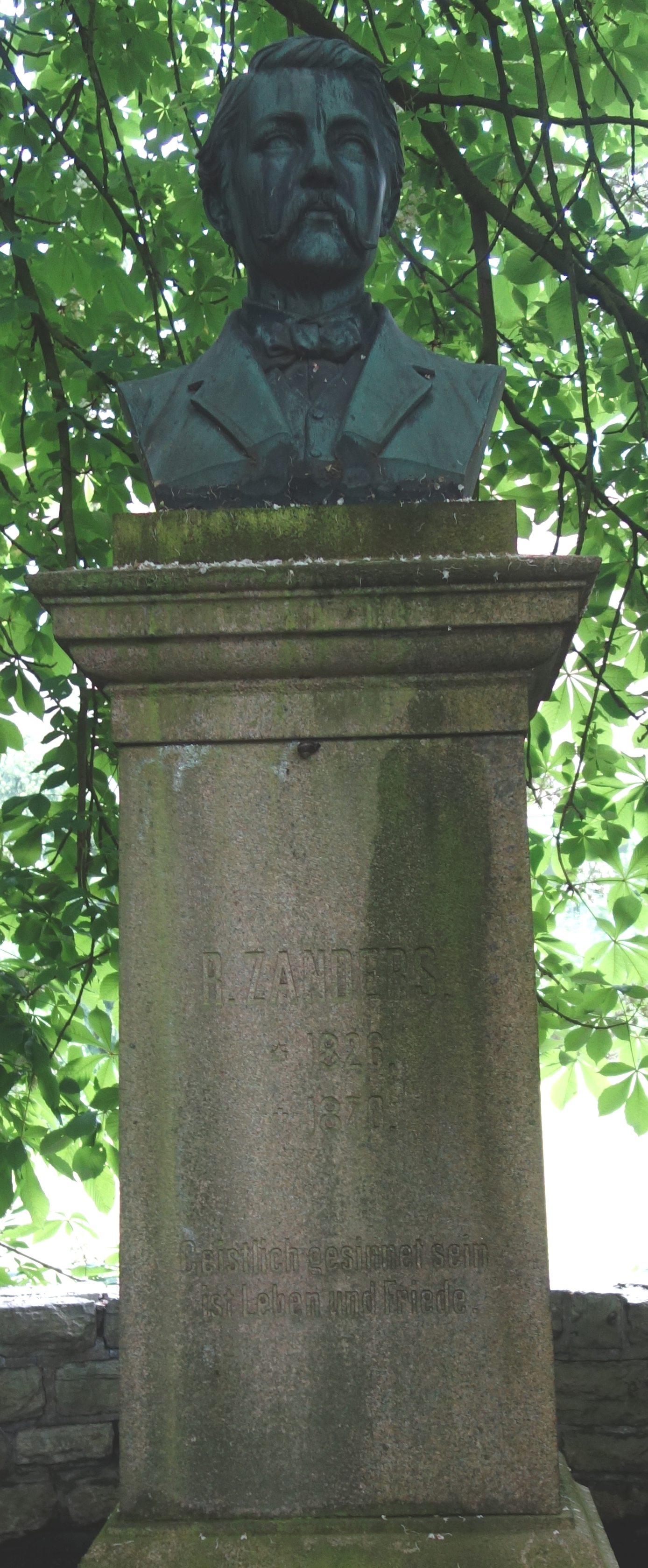
Richard-Zanders-Denkmal auf dem Gelände der ehemaligen Zanders Papierfabrik

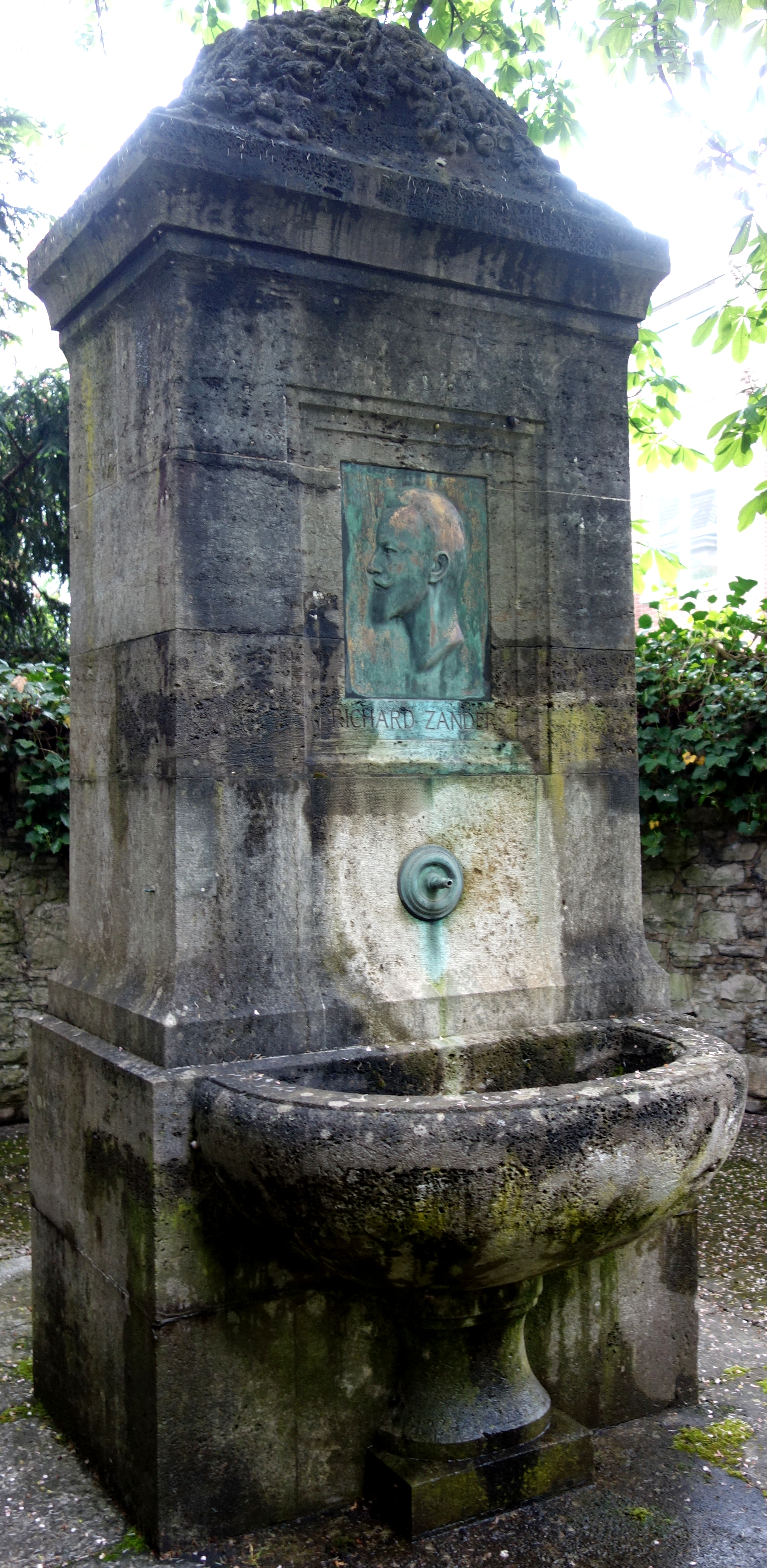
Richard-Zanders-Brunnen auf dem Gelände der ehemaligen Zanders Papierfabrik

Carl Immanuel Julius Richard Zanders (* 31. August 1860 in Bergisch Gladbach; † 28. März 1906 ebenda) war ein deutscher Papierfabrikant.

## Leben
Richard Zanders war ein Sohn von Carl Richard Zanders und Maria Zanders. Er hatte in der traditionell evangelischen Familie eine streng religiöse Erziehung und wurde zu äußerster Pflichterfüllung angehalten. Seit 1882 studierte er in Bonn und war Mitglied des Corps Hansea. Nachdem er Erfahrungen im Ausland und hier besonders in England gesammelt hatte, trat er 1886 zusammen mit seinem Bruder Hans Wilhelm Zanders in das Familienunternehmen Papierfabrik Zanders ein. Seine Verantwortung bezog sich dabei auf die inneren Angelegenheiten des Unternehmens mit seinen vielen Mitarbeitern. 1887 heiratete er Anna Eleonore Sophie Siemens, eine Tochter des 1888 geadelten Erfinders und Unternehmers Werner von Siemens. Die Ehe blieb kinderlos. Beim Einschießen eines Gewehrs verunglückte er tödlich.

## Aktivitäten
Als Wähler erster Klasse wandte er sich auch der Politik zu, indem er sich als Stadtverordneter betätigte. Hier machte sich zunehmend auch der Ästhet in ihm bemerkbar, der seine Umgebung gestalten wollte. Ihm missfielen zum Beispiel die gegen Ende des 19. Jahrhunderts in Mode gekommenen Etagenhäuser mit Hinterhöfen und mehrstöckigen Wohntürmen, wie man sie heute noch in der Stadtmitte von Bergisch Gladbach sehen kann. Für seine Arbeiter schuf er daher die Gartensiedlung Gronauerwald. Sodann setzte er sich ein für den Bau eines neuen Rathauses in Bergisch Gladbach, das sein Architekt Ludwig Bopp im historistischen Stil entworfen hat. Seine Mutter Maria Zanders unterstützte er bei der Wiederherstellung des Altenberger Domes.
1893 kaufte das Ehepaar Zanders Schloss Lerbach mit zugehöriger Land- und Forstwirtschaft, ließ die baufällige alte Wasserburg abreißen und inmitten eines weitläufigen Englischen Landschaftsparks ein neues repräsentatives Herrenhaus im Neorenaissancestil von Ludwig Bopp nach Plänen von Gabriel von Seidl errichten, das 1898 fertiggestellt war.

## Ehrungen
Die Stadt Bergisch Gladbach hat ihm im Jahr 1914 die Richard-Zanders-Straße gewidmet.